# Битран, Альберт
Альберт Битран (фр. Albert Bitran; 25 декабря 1931[…], Стамбул — 9 ноября 2018[…], XIV округ Парижа) — французский художник, гравер и скульптор.

## Биография
Альберт Битран родился в 1931 году в семье евреев-сефардов в Стамбуле, Турция. После учебы во французском колледже Сен-Мишель, получив дипломы на французском и турецком языках, он поступил в Высшую архитектурную школу в Париже.
В 1948 году, в семнадцать лет, он прибывает на Монпарнас, уже зная, что хочет стать художником, а не архитектором. Покинув школу через 8 месяцев, переезжает в студию в американском павильоне Университета Сите, где он присоединяется к кругу художников, приехавших в Париж для вдохновения, среди которых были: Эльсуорт Келли и Джек Янгерман из США, многих южноамериканцев, Рикардо Порро с Кубы, Хесус Рафаэль Сото из Венесуэлы, Серж Поляков из России, Пабло Паласуэло из Испании и два молодых художника Жорж Коскас из Туниса и Хориа Дамиан из Румынии, оказавшие решающее влияние на его дебют в качестве художника.
Битран начинает изучать строгий, геометрический язык. Жан-Робер Арно, который только что открыл свою галерею в Сен-Жермен-де-Пре, организует в 1951 году первую персональную выставку Битрана. Битран также публикует одну из своих графических работ в первом журнале Cimaise и в 1954 — выставляет одну из своих картин на стенах Театра Вавилона на примере спектакля «В ожидания Годо» Сэмюэля Беккета. Анри-Пьер Роше, коллекционер произведений искусства, будущий автор книги Жюль и Джим, друг Марселя Дюшана делает щедрое предложение молодому художнику, он арендует ему большой зал на бульваре Араго, предоставляя ему материалы для рисования в обмен на некоторые работы.
Там Битран экспериментирует с геометрическими почти оптическими рисунками на бумаге с цветными карандашами. Битран начинает искать более личное выражение: неформальное, жестовое, архитектурное, лирическое движение абстракции, с которым он будет связан в течение следующих шестидесяти лет.The Birth of a Landscape — впечатляющий пример его новой свободы. Этот большой коллаж 1956 года будет показан на выставке L ' Envolée Lyrique в Музее в Люксембургском саду Париже в 2006 году и сейчас находится в Фонде искусства Гандура в Женеве.
В 1958 году Альберт Битран становится гражданином Франции, женится на Клод Леду, переезжает в студию на улице Планта в Париже и покупает старую ферму в Риньи-ле-Феррон, где он основывает керамическую студию. В Париже он присоединяется к художникам Марфаингу, Дусе, Жилле, Беверло, Линдстрему, Табучи в Галерее Ариэля, где Жан Поллак будет показывать работы Битрана в течение следующих сорока лет. Битран также работает над графикой: гравюра и литография, сначала в Mourlot, затем в типографиях Bellini и Leblanc. В 1961 году впервые в Скандинавии Берже Берч представляет персональную выставку Битрана в своей галерее в Копенгагене. Северные страны, которые он часто посещает, проявляют большой интерес к его работе. В Голландии он регулярно выставляется, сначала в Nova Spectra в Гааге, а затем, с 1971 года, в Амстердаме в галерее Мартина де Бур. Его главные работы в шестидесятых — Landscapes, The Studio, Inside-Outside, Laterals и Verticals. В 1968 году он переезжает на улицу Нотр-Дам-де-Шамп на Монпарнасе, где будет работать и жить до 2000 года.
«Двойники», аналитический вызов его живописи становится его главной темой в семидесятых. Французский философ Клод Лефорт пишет эссе «Битран, или вопрос глаза», опубликованное СМИ в 1975 году и в 1978 году Галлимаром. В заключение этого живописного цикла, он проводит серию выставок «Sextuor», представляющую последовательность из шести картин в замкнутом цикле, выставленных в соответствии с планом, разработанным архитектором Рикардо Порро, в музеях и галереях Норвегии, Дании, Голландии, Франции и Австрии.
В 1979 и 1980 годах Битран читает семинар в Зальцбургской летней академии. В начале восьмидесятых годов Битран создает в Лоте студию, где он экспериментирует с новыми методами смешивания масла, чернил, фусейна и пастели на бумаге и картоне.
Для его больших картин и его скульптур требуется больше места. В 2000 году Битран строит свой дом и свою студии на руинах старого кинотеатра в Монруже, к югу от Парижа.
В последующие годы Битран участвует в более чем пятидесяти выставках по всему миру: Kunst des 20 Jahnunderts, Galerie Schilling, Кёльн, 2001. Lecciones de tinieblas, Academia 13, Мехико, 2007. 20 Современные турецкие художники XX века, Сантраль Стамбул, 2011, Modernités Plurielles, Центр Помпиду, 2013, и проводит персональные выставки в галереях и музеях Франции, Турции и Англии в лондонской Гросвенор Галерее, в 2010 и 2011 годах.
Альберт Битран был награжден «Орденом Искусств и литературы». Умер 9 ноября 2018 года в возрасте 87 лет.